# ルドゥタブル級潜水艦
ルドゥタブル級潜水艦（仏: Les Sous-marin Classe Le Redoutable）は、フランス海軍の潜水艦の艦級。1,500トン型とも。31隻が1931年から39年にかけて竣工した。

## 概要

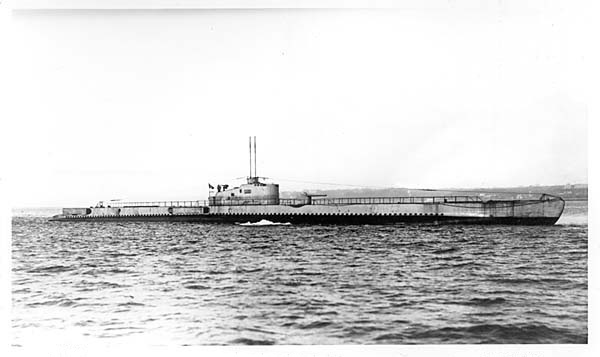
「アジャクス」

第一次世界大戦後、フランス海軍が最初に建造したルカン級は操縦性と速力に問題を抱えていた。これを改善するため、1924年度計画にて排水量を5割近く増大させた艦を2隻建造した。以降30年度計画まで31隻の建造が認められ、第二次世界大戦前にプロメテとフェニクスを喪失したものの、フランス海軍潜水艦隊の主力として運用された。
初期は主機の出力6,000馬力、水上速力17ktであったが、28～29年度計画艦は7,200馬力、19ktに、30年度計画艦は更に8,600馬力、20ktまで向上しており、潜航には多少時間を要したものの使い易く信頼性の高い艦であった。また1941年以降にバラストタンクの一部を燃料タンクに改造して航続距離を増大させたり、対空兵装が強化された艦もあった。主機はスイスのズルツァー製であったが、パスツール、ポンスレ、アルシメード、アジャックス、アルゴ、プロメテ、ペルセ、ル・コンケランはシュネデール製を採用している。潜航時は2,250馬力のアルストム製電動モーターで10ktで推進した。
拡大改良型のロラン・モリロ級潜水艦8隻の建造が計画されるも未成に終わった。

## 武装
艦橋前方に10cm単装砲1門、艦橋上に37mm機銃、55cm魚雷発射管9門のうち、艦首に4門、中央部上構内に3門、後部上構内に2門、40cm魚雷発射管2門を同じく後部上構内に装備していたが、一部仕様の異なる艦もあったといわれる。

## 同型艦
- ルドゥタブル （Q136、1931年竣工、1944年戦没）
- ヴァンジュール （Q137、1931年竣工、1942年自沈）
- パスカル （Q138、1931年竣工、1944年戦没）
- パストゥール （Q139、1932年竣工、1940年自沈）
- アルシメード （Q142、1932年竣工、1952年除籍、解体）
- モンジ （Q144、1932年竣工、1942年戦没）
- フレネル （Q143、1931年竣工、1944年戦没）
- アンリ・ポアンカレ （Q140、1931年竣工、1943年自沈）
- ポンスレ （Q141、1932年竣工、1940年自沈）
- アシル （Q147、1932年竣工、1940年自沈）
- アジャクス （Q148、1933年竣工、1940年戦没）
- アクテオン （Q149、1931年竣工、1942年戦没）
- アケロン （Q150、1931年竣工、1943年戦没）
- アルゴ （Q151、1931年竣工、1946年除籍、解体）
- プロテ （Q155、1932年竣工、1943年戦没）
- ペガース （Q156、1932年竣工、1950年除籍、解体）
- プロメテ （Q153、1932年竣工、1932年事故にて沈没）
- フェニクス （Q157、1932年竣工、1939年事故にて沈没）
- ペルセ （Q154、1933年竣工、1950年除籍、解体）
- レスポアール （Q167、1932年竣工、1942年自沈）
- ル・グロリュー （Q168、1933年竣工、1952年除籍、解体）
- ル・サントール （Q169、1934年竣工、1952年除籍、解体）
- ル・エロー （Q170、1934年竣工、1942年戦没）
- ル・コンケラン （Q171、1935年竣工、1942年戦没）
- ル・トナン （Q172、1935年竣工、1942年自沈）
- アゴスタ （Q178、1935年竣工、1940年自沈）
- スファックス （Q182、1935年竣工、1940年戦没）
- カサビアンカ （Q183、1935年竣工、1952年除籍、解体）
- ベヴェジール （Q179、1936年竣工、1942年戦没）
- ウェサン （Q140、1937年竣工、1940年自沈）
- シディ・フェルーク （Q181、1939年竣工、1942年戦没）